# Žvėrynas
Žvėrynas (letteralmente il serraglio) è uno dei quartieri più antichi e delle seniūnija più piccole di Vilnius, la capitale della Lituania. Secondo il censimento del 2011, nella sua area di 2,6 km² risiedono 11.079 abitanti: Žvėrynas si trova sulle rive del fiume Neris e a ovest del Palazzo del Seimas. Il corso d'acqua circonda il distretto da tre lati e lo isola dal resto della città. Dall'altra parte del fiume, a nord-ovest, si trova il parco Vingis. Inizialmente zona di caccia privata fuori città fino alla fine del XIX secolo, in seguito Žvėrynas si è sviluppato come quartiere residenziale di lusso: molte abitazioni in legno, con grandi decorazioni stilistiche, sono visibili ancora oggi.

## Storia
Originariamente il distretto rientrava nei possedimenti del granduca Vitoldo il Grande, che vi creò una riserva boscosa a scopo venatorio, e successivamente alla famiglia Radziwiłł, che costruì una casa di caccia in legno nella zona e consentì la presenza di animali selvatici per perseguire gli stessi fini di Vitoldo (da qui l'origine del nome del sito). Nel 1825 fu costruita una residenza estiva che in seguito divenne la residenza del governatore generale del Governatorato di Vilna, mentre alla fine del XIX secolo, Žvėrynas divenne di proprietà dell'imprenditore russo Vasilij Martinson, il quale a sua volta vendette singoli appezzamenti di terreno ai residenti della città. Nel 1901, la località turistica fu incorporata al comune di Vilnius e rimase prevalentemente residenziale, venendovi costruite pochissime imprese industriali. Dopo che la Lituania riacquisì l'indipendenza nel 1990, Žvėrynas è diventato uno dei quartieri più prestigiosi della capitale a causa della vicinanza al Seimas, del numero di ambasciate ivi presenti, del fiume Neris e del parco Vingis. Žvėrynas conta una serie di istituzioni governative e scolastiche, società finanziarie e assicurative, nonché istituzioni sanitarie e l'unica sinagoga kenesa presente nella capitale. Esistono anche la chiesa ortodossa russa di Nostra Signora del Segno (eretta tra il 1899 e il 1903) vicino al ponte Žvėrynas (1907), la cappella ortodossa (1871) vicino al ponte pedonale di Vingis e la chiesa cattolica nella parte settentrionale del distretto, il cui progetto della seconda non terminò in maniera fedele al piano originale a causa dello scoppio della prima guerra mondiale (le torri della facciata e la cupola non furono infatti mai costruite). Žvėrynas è famosa per la sua architettura in legno ben conservata e mantenuta e per le ville in mattoni risalenti al periodo interbellico, nonché esempi di architettura moderna. Si contano più di cento residenze estive in legno e ville cittadine, costruite principalmente negli anni 1890-1910. Il quartiere in stile moderno dei compositori, composto da 16 ville, è stato progettato per i principali musicisti lituani e per ospitare in un palazzo per concerti ed eventi vari, risalente agli anni Sessanta. Anche il prestigioso ginnasio ebraico Sholem Aleichem ha sede a Žvėrynas.

## Galleria d'immagini

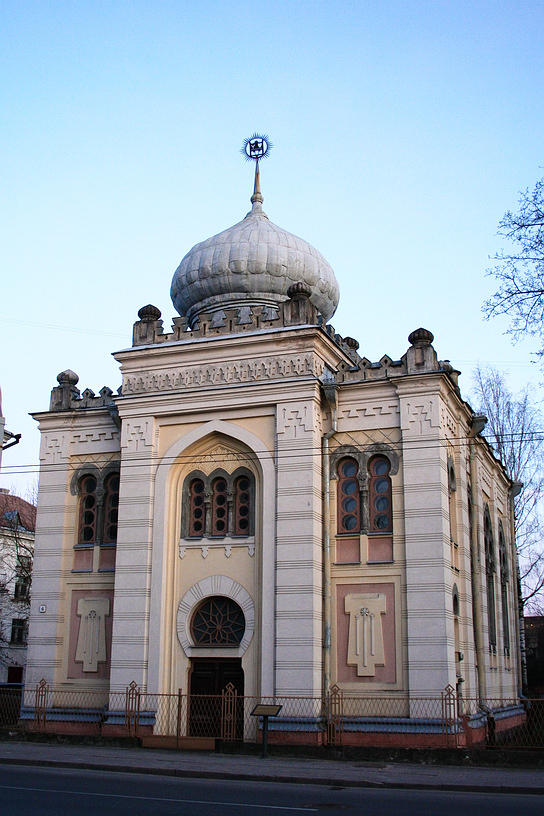
La kenesa dei caraiti a Žvėrynas
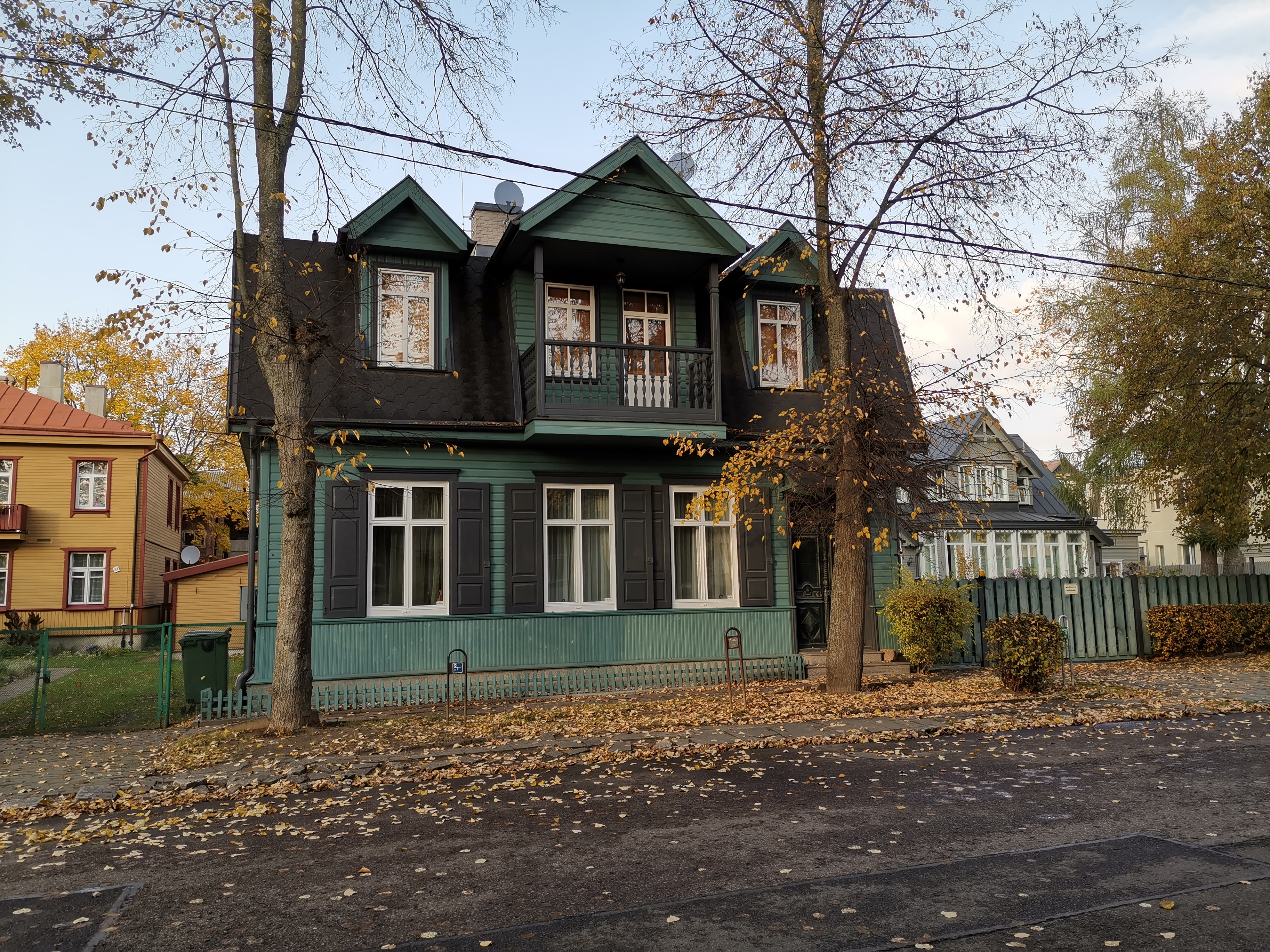
Residenza privata in legno a Žvėrynas
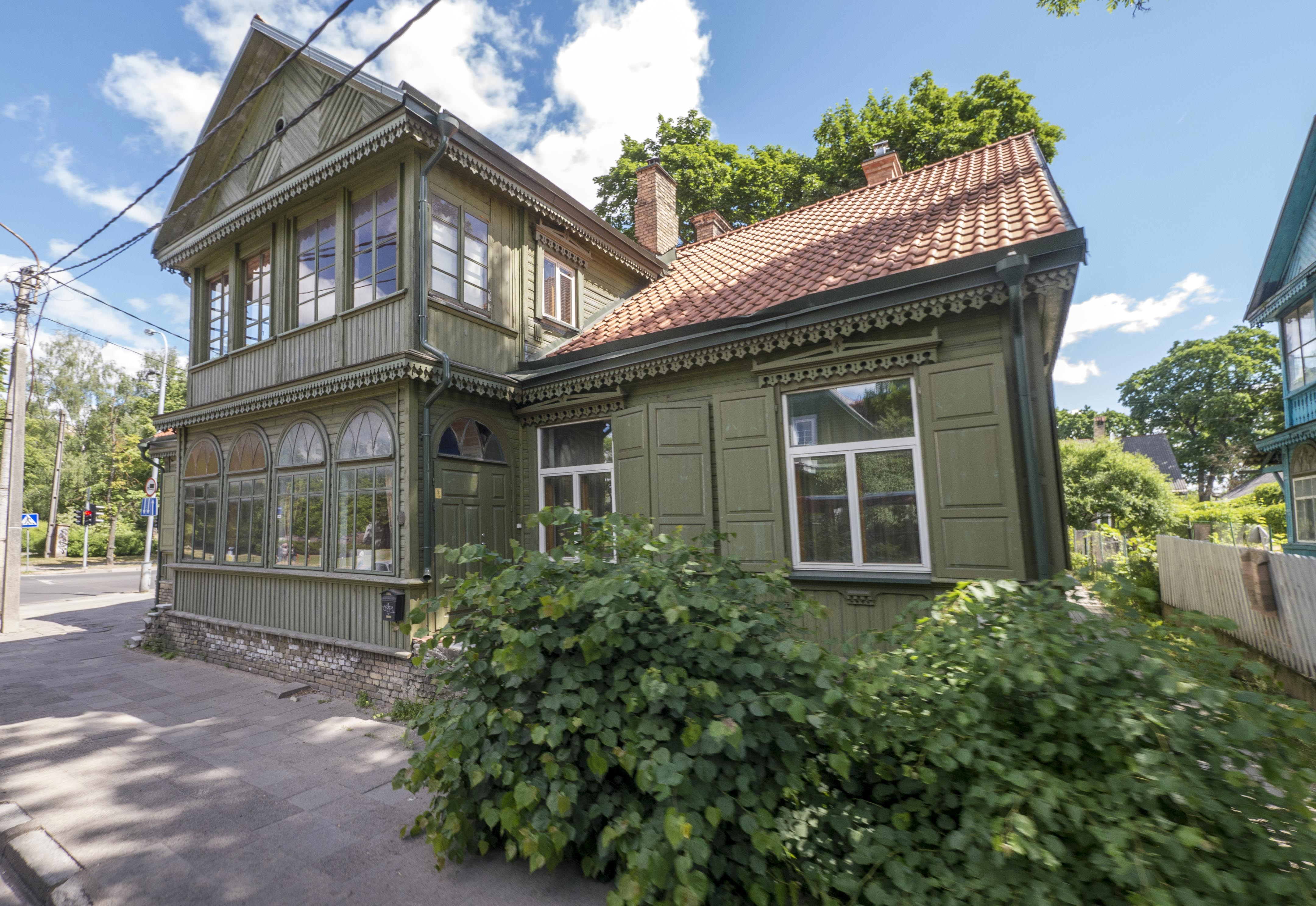
Residenza privata in legno a Žvėrynas
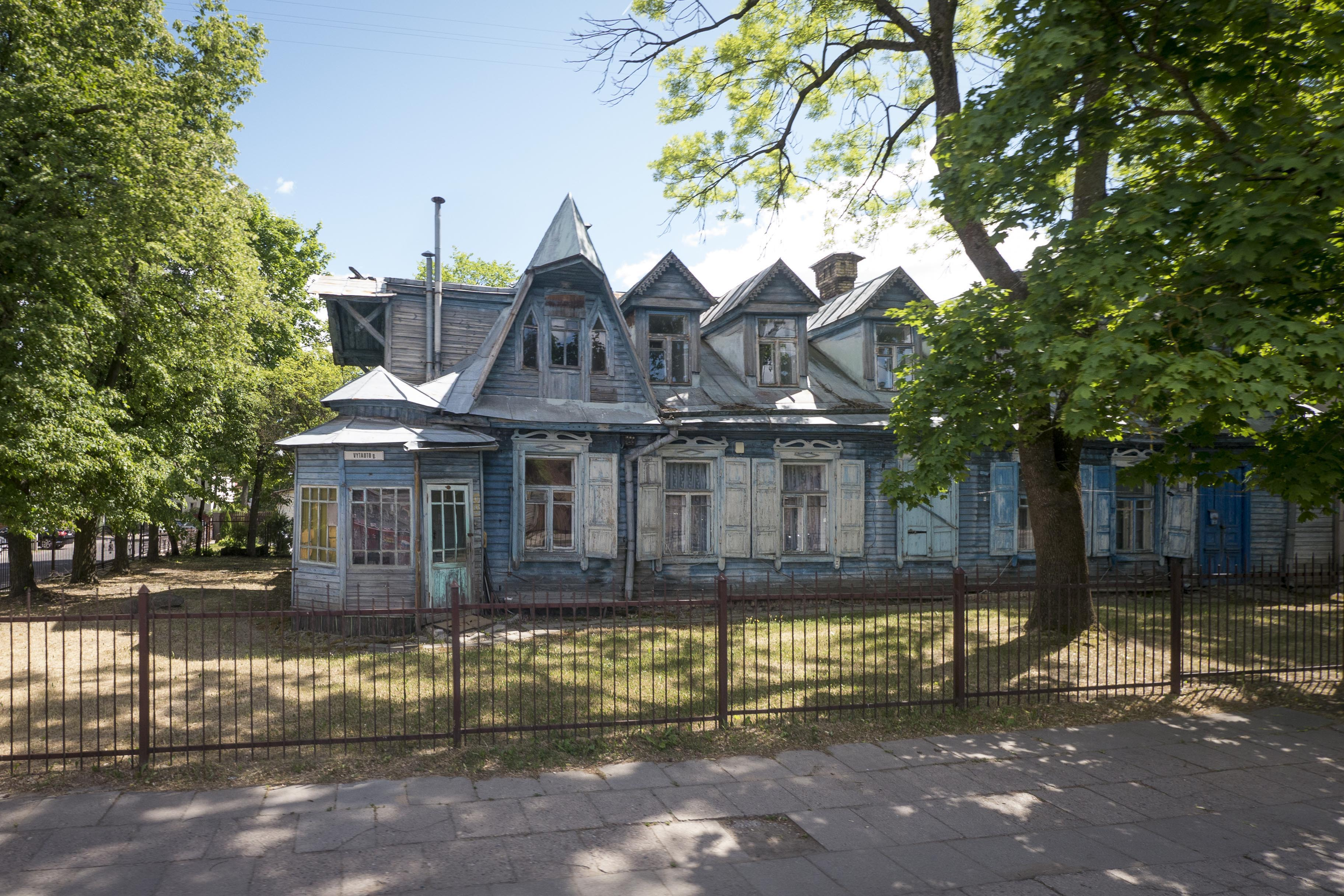
Residenza privata in legno a Žvėrynas
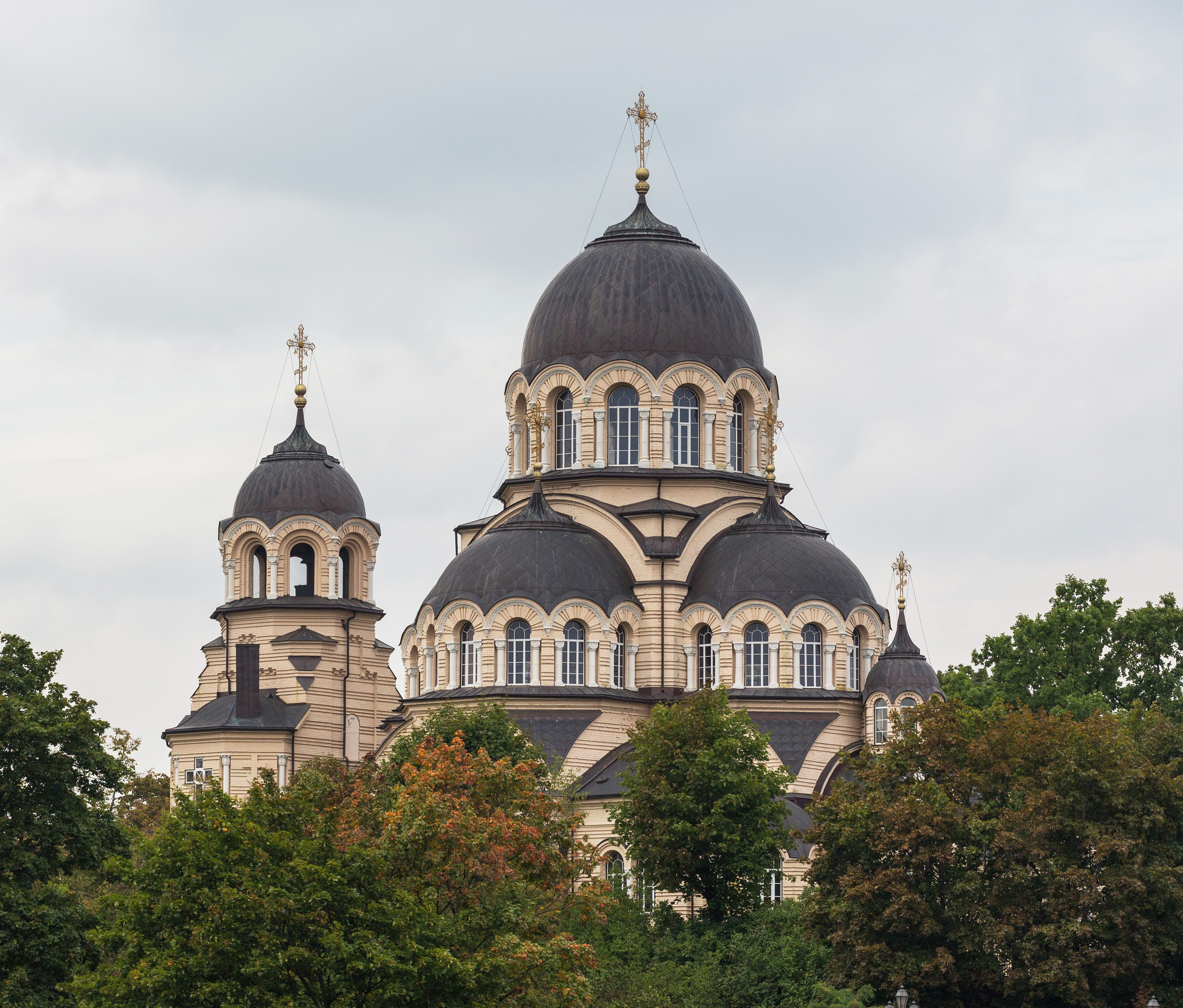
Chiesa ortodossa a Žvėrynas
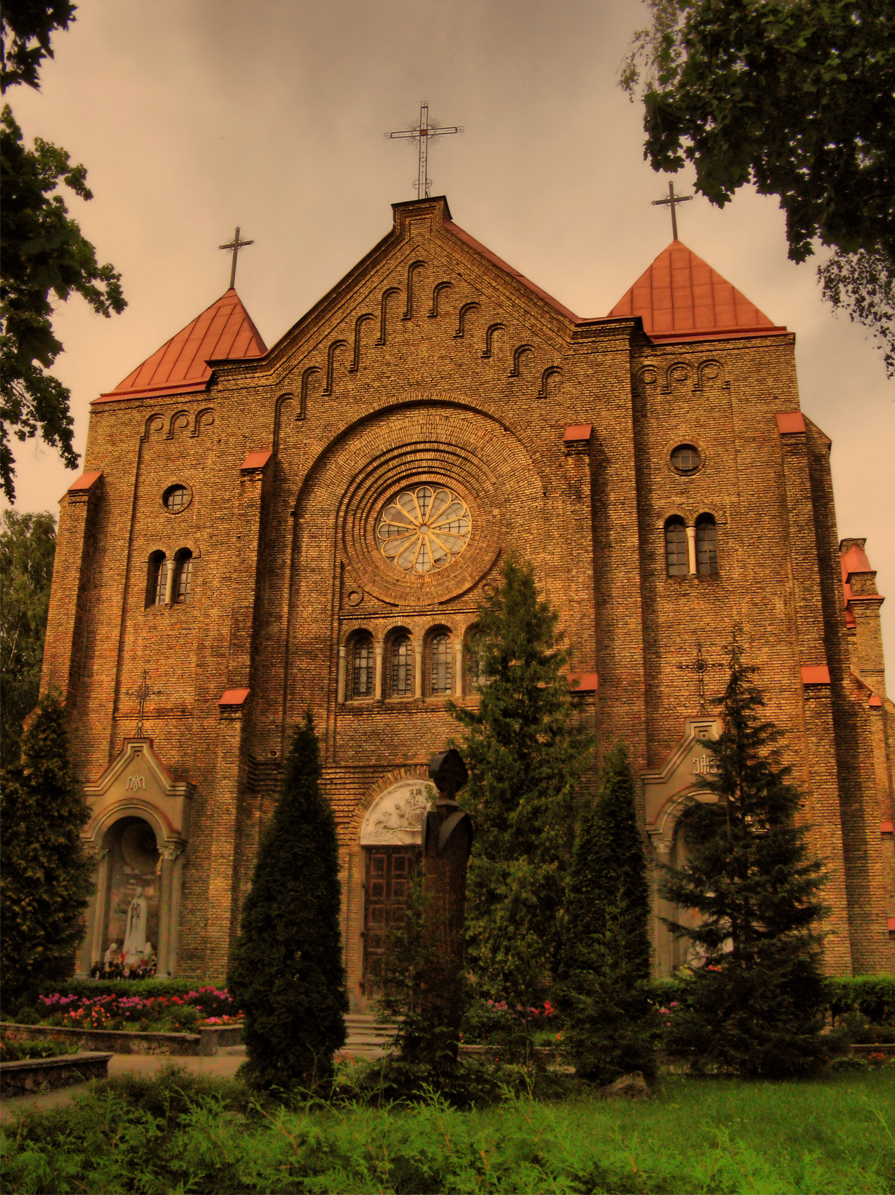
Chiesa cattolica a Žvėrynas
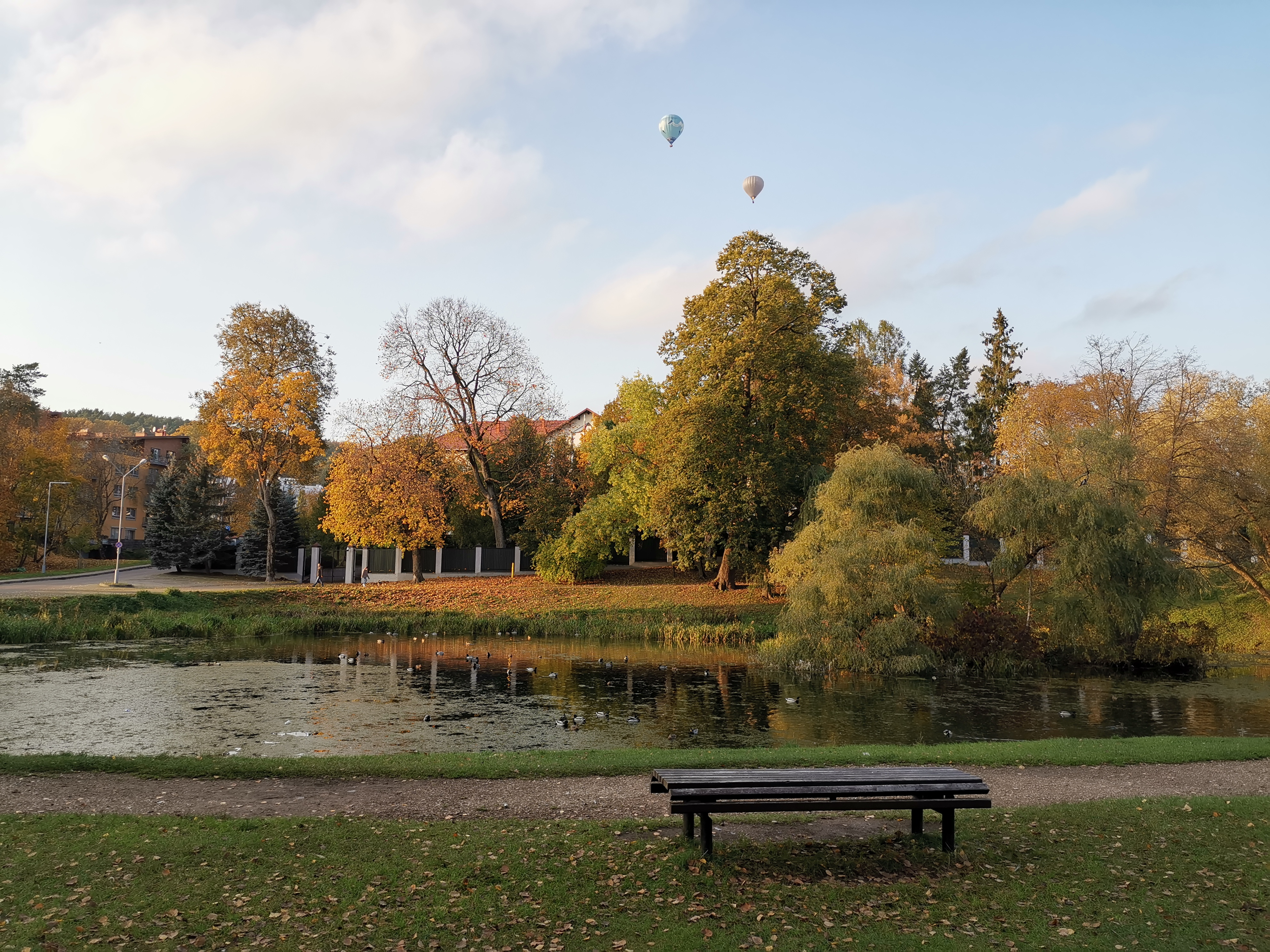
Piazza Boris Nemtsov a Žvėrynas